# 橋本昌彦
橋本昌彦（はしもと まさひこ、1979年10月12日 - ）は、日本のシンガーソングライター。熊本県出身。関西大学卒業。血液型はO型。
プラネタリウム番組「LIFEいのち」の監督・脚本・音楽・ナレーション、および講演活動も行う。

## プロフィール
熊本県水俣市出身。熊本市、鹿児島市での生活を経て、関西大学に進学。オーストラリア・メルボルンでの人生修行中にヴォーカルオーディションに合格し、シンガーとしてのキャリアをスタートさせる。アマチュアバンドのヴォーカリストとしてクラブやカフェなどでのLIVEを通じ知名度が広がり、メルボルンフェスティバルやモナッシュ大学、メルボルン大学のコンサートホールに出演するなど、徐々に活動の場を広げる。
次第に自分の音楽性とオリジナリティーを求めるようになり、日本帰国を決意。作詞作曲を始める。帰国後は関西を中心に活動を始め、バナナホールなどのライブハウスやクラブでシンガーソングライターとしての出演を重ねる。
2005年、自身のホームグラウンドである九州での活動を志し、その中心地である博多に拠点を移す。それからすぐに書きためた楽曲をレコーディングし、9月21日にファーストアルバム『LOVE STORIES』を九州地区限定で発売。
2006年4月5日　ヒップランドミュージックよりファーストアルバム『LOVE STORIES』を全国発売。
2007年 サウンドプロデューサーに羽毛田丈史を迎えセカンドアルバムの制作に取り組む。
2008年2月25日 「your sleeping face」配信リリース。
2009年 都内表参道を中心にライブ活動を展開。
2010年 第一子を授かり、全国の児童館や保育園などで、親子を癒す「こころのコンサート」活動を始める。
2011年1月25日 若い母親など、若い世代に向けた応援歌を多数歌った功績により、公益財団法人日本ユースリーダー協会より「第2回 若者力大賞 ユースワーカー支援者賞」（現：ユースリーダー支援賞）を受賞。
2011年3月30日 楽曲「絆～ママへのラブソング～」が平成23年度 厚生労働省 社会保障審議会推薦「児童福祉文化財」として認定される。
2011年9月11日 東北大震災をきっかけに「愛するあなたへ 〜天国からの手紙〜」をリリース。
2012年5月1日 楽曲「ぬくもりのきおく」をリリース。
2012年8月22日 楽曲「ぬくもりのきおく」が平成24年度 厚生労働省 社会保障審議会推薦「児童福祉文化財」として認定される。
2013年5月 絵本作家、画家の葉祥明氏の絵と橋本昌彦・さやかの詩による詩画集「おたんじょう　おめでとう」が中央法規出版より全国発売。
2014年 心の傷をテーマにした作品「だいじょうぶ」をリリース。
2015年 
- 葉祥明の詩「母親というものは」、葉祥明の実弟の葉山祥鼎の詩「父親の気持ち」の詩に曲・歌を橋本昌彦がつけ作品化した楽曲「母親というものは　父親というものは」を発表（「ママパパに愛を伝えよう！」プロジェクト）。
- 大人も子供も涙する歌「ぬくもりのきおく/児童福祉文化財作品」により、子供たちからママパパへ愛を伝えるプロジェクトを始める（譜面・歌詞はホームページより無料でダウンロード可能）。

2017年 「LIFE いのち」（プラネタリウムで「うまれる」ことを再体験する、感動体験型番組）を制作。2017年に初上映。
- 世界的写真家レナート・ニルソン氏の、胎児の実物写真を大型スクリーンで世界初投影。
- 橋本昌彦が、監督・脚本・音楽・ナレーションを手掛けた[1]。

- プラネタリウム番組『 LIFE いのち 〜プラネタリウムでうまれることを再体験！〜』予告編（動画）
- 2018年には、東京未来大学の学生（子ども心理学部、モチベーション行動科学部）が、授業の一環として「LIFEいのち」を鑑賞した[22][23][24]。

2017年 宇宙といのちを壮大なスケールで制作した作品　3rdアルバム「LIFE」を発表。
2018年 プラネタリウムで「うまれる」ことを再体験する感動体験型の番組「LIFE いのち」が、世界最大規模を誇る２7Mプラネタリウムを持つ姫路科学館で国内初上映が決まり、23区最大のプラネタリウムがあるギャラクシティ、福岡県青少年科学館、仙台市天文台で上映される（プラネタリウムがない場所では、平面版が上映されることもある）。
2019年 「LIFE いのち」を足立区ギャラクシティ、福岡での平面版上映、姫路科学館、福岡県青少年科学館、八王子コニカミノルタサイエンスドーム、神戸市老眼大学（卒業式にて上映）、福島県キャンプ場（「森の映画館」）、岡山県倉敷市、熊本県「阿蘇葉祥明美術館」、兵庫県たつの市（保育協会総会）、足立区ギャラクシティ（葉祥明原画展・葉祥明トークイベントとコラボ）、兵庫県豊岡市「ささうら弁天葦船まつり」、神戸市、湘南（藤沢市）、神戸市立美野丘小学校、姫路市教職員組合　姫路教育文化研究会、姫路市東光中学校区 愛護育成会総会、神戸市私立幼稚園PTA連合会総会、島根県、国際神戸キワニスクラブ、神戸市・港島ふれあいセンター、大阪シアターセブン、バンドー神戸青少年科学館（プラネタリウム上映）、たつの市新宮宮内遺跡、京都府綾部、長野県・飯田美術博物館、書写山圓教寺（兵庫県姫路市）、ベネッセスタードーム（がんママカフェ）、長野飯田市民病院、長野飯田市保育協会 研修会、熊本県つなぎ文化センターで上映。
2020年 「LIFE いのち」を熊本県テルサホール（「義足のダンサー」大前光市とコラボ）で上映。1～3月には「LIFEいのち」英語版制作に向けてクラウドファンディングを実施し、目標額を達成。2月には、インドで行われる「世界女性会議」でLIFEいのちを上映。6月には、チェコ・ブルノで行われるプラネタリウム作品の上映イベント「Fulldome Festival」で上映予定、またカナダ・エドモントンで行われる「IPS 2020 conference」（主催：「International Planetarium Society（IPS：国際プラネタリウム協会）」）で上映予定（3月時点で、コロナウイルス流行の影響により、延期の可能性あり）。

## 著作
- おたんじょう おめでとう ～いのちの出会いが教えてくれること～（2013/5/22、ISBN 978-4805838198）[90]中央法規出版
  - 詩：橋本昌彦、橋本さやか。絵・文：葉祥明。文：竹内正人、池川明、井上文子
  - これから親となる人、育児中のママ、すべてのお母さんへ。母と子の愛を深く結んでくれる感動の一冊。
    - 中央法規出版 特集サイト「おたんじょう おめでとう」
    - 詩画集「おたんじょう　おめでとう」』詩：橋本昌彦・さやか × 絵：葉祥明（動画）
    - 葉祥明　×　葉山祥鼎　×　橋本昌彦　「おたんじょう　おめでとう」出版記念（動画）
    - 出版記念イベントの様子（葉祥明オフィシャルブログ）

## 受賞歴等
- 2011年1月25日 - 公益財団法人日本ユースリーダー協会より「第2回 若者力大賞 ユースワーカー支援者賞」（現：ユースリーダー支援賞）を受賞[9][10][11][12][13]。
  - 「支援賞」は優れた教育者[10]、次世代の社会的リーダーを育成している優れた個人・団体に贈られる賞[9]であり、橋本は、若い母親など、若い世代に向けた応援歌を多数歌った功績により表彰された（同時受賞は、家本賢太郎（経営者）[9]）。
- 2011年3月30日  - 楽曲「絆～ママへのラブソング～」が平成23年度 厚生労働省 社会保障審議会推薦「児童福祉文化財」として認定[14][15]。
- 2012年8月22日  - 楽曲「ぬくもりのきおく」が平成24年度 厚生労働省 社会保障審議会推薦「児童福祉文化財」として認定[10][16][17]。

## TV出演
- あさイチ 「思わず涙 母性震わす歌声」【番組冒頭】
  - 2010/12/7放送、NHK総合[91][92]。
  - 子育ての迷いや悩みが軽くなると話題に。
  - 番組では曲を聴くことで、子どもを授かった時の幸せを思い出し、育児が輝いて見えるようになったという女性や、かつて自分がしてきた虐待に近い仕打ちを悔い、子どもに向き合うことで親子関係を取り戻せたという女性を取材
- てれビタ "葉祥明 阿蘇美術館"で2019/4/29に行なわれた「LIFEいのち」の熊本初上映[93]を紹介
  - 2019/4/26放送、KKTテレビ熊本[94][95][96]

## Web記事
- 橋本昌彦が『絆』を熱唱～綾瀬あかしあ園に温かな心を出前 (足立よみうり新聞、2010年4月24日)
- 熊本出身の橋本昌彦さん、六本木の路上で母の日ライブ－「親子のきずな」テーマに（六本木経済新聞、2010年5月10日）
- 人と宇宙の関係描く　プラネタリウム番組、姫路で上映会（神戸新聞NEXT、2018年4月26日）
- 360度、愛と命の物語 歌手・橋本さん製作、上映 姫路科学館のプラネタリウム ／兵庫 （毎日新聞デジタル、2018年6月24日※有料記事）[97]
- 宇宙と命の神秘、プラネタリウムで“体感”　胎児の実物写真「心響く」（朝日新聞DIGITAL、2018年12月17日 ※有料会員限定記事）[98]
  - プラネタリウム番組「LIFE いのち」の紹介。
- 藤沢で「LIFE いのち」上映会　橋本昌彦さんのコンサートも（湘南経済新聞、2019年6月18日）
- 円教寺で命テーマの映画　監督のトークも　姫路で１７日　／兵庫（毎日新聞、2019年11月15日※有料記事）
  - 『LIFEいのち　うまれることを再体験』書写山特別上映会　姫路市（Kiss PRESS、2019年11月17日）

## 新聞記事
- 南信州新聞（掲載日不明）「生まれること再体験」「全国で2番目に プラネタリウム番組特別上映」[99]
- 神戸新聞 2018/4/26 「人と星の一生 重ね合わせて－姫路科学館 プラネタリウム新番組」[100]
- 毎日新聞 2018/6/24 「360度 愛と命の物語」「姫路科学館のプラネタリウム 歌手・橋本さん製作、上映」[101]
- 朝日新聞（福岡版）2019/1/7 「宇宙と人の誕生 プラネタリウムで体感」「命の素晴らしさ表現 9日から久留米で上映」[102]

## 雑誌等記事
- 会報 「三妻支部だより（青少年育成常総市民会議、茨城）」46号（2015/3/31発行）
  - 2014年に行った「こころのコンサート〜私の生まれた物語」を紹介[103]。
- 雑誌「月刊Piano」2018年1月号 ヤマハミュージックメディア
  - 「LIFEいのち」が紹介[104]。
- 雑誌「たまごクラブ」2019年6月号 ベネッセコーポレーション
  - 「LIFEいのち」が紹介[105][106]。

## ラジオ
- FM PORT TOKYO→NIIGATA MUSIC CONVOY（2008年4月〜/水曜日20:00〜22:00）
- 目黒カフェショコラ（日曜日15:00〜、webラジオ）

### 橋本昌彦
- 橋本昌彦 Official Website
  - 橋本昌彦ブログ
- Feel & Sense公式ホームページ
  - Feel & Sense（橋本昌彦 Official Website）
- 橋本昌彦/Masahiko Hashimoto公式チャンネル - YouTubeチャンネル

#### SNS
- 橋本昌彦 / Masahiko Hashimoto (橋本昌彦-Masahiko-Hashimoto-168247846573834) - Facebook
- Masahiko Hashimoto (@masahikohashimoto) - Instagram
- 橋本昌彦 (@19791012masa) - X（旧Twitter）

### LIFEいのち
- プラネタリウム番組『LIFE いのち』
- LIFE いのち Navigated by 橋本昌彦～うまれることを再体験～（五藤光学研究所）
- 『LIFE』Let every LIFE shine - RE-EXPERIENCE BIRTH with this planetarium program（英語版サイト）

#### SNS
- LIFE　いのち　プラネタリウム番組 (life.planetarium) - Facebook
- プラネタリム『LIFEいのち うまれることを再体験』 (@lifeinochi) - Instagram
- LIEE いのち (@LIEE10750499) - X（旧Twitter）